# Italian Open 2005 (теніс)
Italian Open 2005 (також відомий під назвою Rome Masters 2005 і Telecom Italia Masters 2005 for sponsorship reason) — тенісний турнір, що проходив на відкритих кортах з ґрунтовим покриттям Foro Italico в Римі (Італія). Це був 62-й за ліком Відкритий чемпіонат Італії. Належав до серії ATP Masters в рамках Туру ATP 2005, а також до турнірів 1-ї категорії в рамках Туру WTA 2005. Тривав з 2 до 15 травня 2005 року.

## Фінальна частина

### Одиночний розряд, чоловіки
Рафаель Надаль —  Гільєрмо Кор'я, 6–4, 3–6, 6–3, 4–6, 7–6(8–6)
- Для Надаля це був 5-й титул за сезон і 6-й - за кар'єру. Це був його 2-й титул Мастерс за сезон і 2-й - за кар'єру.

### Одиночний розряд, жінки
Амелі Моресмо —  Патті Шнідер, 2–6, 6–3, 6–4
- Для Моресмо це був 2-й титул за сезоні 17-й - за кар'єру. Це був її перший титул Tier I за сезон і 6-й — за кар'єру.

### Парний розряд, чоловіки
Мікаель Льодра /  Фабріс Санторо —  Боб Браян  /  Майк Браян, 6–4, 6–2

### Парний розряд, жінки
Кара Блек /  Лізель Губер —  Марія Кириленко /  Анабель Медіна Гаррігес, 6–0, 4–6, 6–1